# Siergiej Dmitrijew (piłkarz)
Siergiej Igorewicz Dmitrijew (ur. 19 marca 1964 w Leningradzie, zm. 26 grudnia 2022) – rosyjski piłkarz, grający na pozycji napastnika, reprezentant Związku Radzieckiego.

## Kariera klubowa
Dmitriew rozpoczął karierę w Smienie Leningrad i kontynuował ją w Dynamie Leningrad. Grał w młodzieżowych drużynach klubu do 1981, zanim został włączony do pierwszej drużyny. Rok później przeniósł się do Zenitu Leningrad. Wraz z zespołem sięgnął w 1984 po mistrzostwo Wyższej ligi ZSRR. Przez siedem lat gry w Zenicie wystąpił w 129 spotkaniach, w których strzelił 38 bramek.
W 1989 przyjął ofertę od Dinama Moskwa. Już po sześciu miesiącach. w lipcu 1989 trafił do lokalnego rywala Dinama, CSKA Moskwa, gdzie miał kontrakt do początku 1991.
W tym czasie Dmitriew otrzymał ofertę z Hiszpanii od Xerez CD. Przebywał tam jednak tylko sześć miesięcy i w lipcu 1991 wrócił do CSKA Moskwa. W pierwszej połowie lat 90. kilkakrotnie i w krótkich odstępach czasu zmieniał klub. 
W styczniu 1992 wyjechał do Austrii do FC Linz, gdzie pozostał do jesieni. Na początku 1993 roku przeniósł się do Szwajcarii do FC Sankt Gallen, a w styczniu 1994 do Izraela do Hapoela Aszkelon. 
Po zagranicznych występach powrócił w 1995 do Rosji, gdzie ponownie dołączył do Zenitu Petersburg, a dwa lata później, na początku 1997, przeniósł się do FK Tiumeń na Syberii. Dmitriew przeszedł do Spartaka Moskwa w lipcu 1997, z którym sięgnął na koniec roku po mistrzostwo Priemjer-Liga. 
Ostatnie 4 lata kariery to gra dla klubów z niższych klas rozgrywkowych jak Dynamo Petersburg, Kristałł Smoleńsk oraz Swietogorec Swietogorsk. W tym ostatnim zespole Dmitrijew zakończył w 2002 karierę piłkarską. 
| Sezon   | Klub                    | Kraj       | Rozgrywki                     | Mecze | Bramki |
| ------- | ----------------------- | ---------- | ----------------------------- | ----- | ------ |
| 1981    | Dynamo Leningrad        | ZSRR       | Wtoroj liga ZSRR              | 10    | 1      |
| 1982    | Dynamo Leningrad        | ZSRR       | Wtoroj liga ZSRR              | 4     | 0      |
| 1982    | Zenit Petersburg        | ZSRR       | Wyższa liga ZSRR              | 2     | 0      |
| 1983    | Zenit Petersburg        | ZSRR       | Wyższa liga ZSRR              | 11    | 5      |
| 1984    | Zenit Petersburg        | ZSRR       | Wyższa liga ZSRR              | 37    | 9      |
| 1985    | Zenit Petersburg        | ZSRR       | Wyższa liga ZSRR              | 38    | 10     |
| 1986    | Zenit Petersburg        | ZSRR       | Wyższa liga ZSRR              | 14    | 6      |
| 1987    | Zenit Petersburg        | ZSRR       | Wyższa liga ZSRR              | 21    | 3      |
| 1988    | Zenit Petersburg        | ZSRR       | Wyższa liga ZSRR              | 24    | 9      |
| 1989    | Dinamo Moskwa           | ZSRR       | Wyższa liga ZSRR              | 7     | 0      |
| 1989    | CSKA Moskwa             | ZSRR       | Pierwaja liga ZSRR            | 17    | 7      |
| 1990    | CSKA Moskwa             | ZSRR       | Wyższa liga ZSRR              | 27    | 9      |
| 1990/91 | Xerez CD                | Hiszpania  | Segunda División              | 20    | 2      |
| 1991    | CSKA Moskwa             | ZSRR       | Wyższa liga ZSRR              | 19    | 7      |
| 1991/92 | FC Linz                 | Austria    | Bundesliga                    | 9     | 1      |
| 1992/93 | FC Linz                 | Austria    | Bundesliga                    | 3     | 0      |
| 1992/93 | FC Sankt Gallen         | Szwajcaria | Swiss Super League            | 14    | 9      |
| 1993/94 | Hapoel Aszkelon         | Izrael     | Ligat ha’Al                   | 3     | 1      |
| 1994/95 | Hapoel Aszkelon         | Izrael     | Ligat ha’Al                   | 2     | 0      |
| 1995    | Zenit Petersburg        | Rosja      | Pierwyj diwizion              | 27    | 14     |
| 1996    | Zenit Petersburg        | Rosja      | Priemjer-Liga                 | 10    | 1      |
| 1997    | FK Tiumeń               | Rosja      | Priemjer-Liga                 | 9     | 0      |
| 1997    | Spartak Moskwa          | Rosja      | Priemjer-Liga                 | 6     | 1      |
| 1998    | Dynamo Petersburg       | Rosja      | Wtoroj diwizion               | 11    | 0      |
| 1999    | Dynamo Petersburg       | Rosja      | Wtoroj diwizion               | 4     | 2      |
| 1999    | Kristałł Smoleńsk       | Rosja      | Pierwyj diwizion              | 13    | 1      |
| 2000    | Dynamo Petersburg       | Rosja      | Lubitielskaja futbolnaja liga | 9     | 5      |
| 2001    | Swietogorec Swietogorsk | Rosja      | Wtoroj diwizion               | 28    | 6      |
| 2002    | Swietogorec Swietogorsk | Rosja      | Wtoroj diwizion               | 3     | 0      |

## Kariera reprezentacyjna
Jako zawodnik Zenitu zadebiutował w reprezentacji ZSRR 25 stycznia 1985 w przegranym 1:2 meczu z Jugosławią. Został powołany na Mistrzostwa Europy 1988, na których ZSRR zajął 2. miejsce. Dmitrijew spędził turniej na ławce rezerwowych.
Ostatni raz w drużynie narodowej zagrał 27 kwietnia 1988 w zremisowanym 1:1 spotkaniu towarzyskim z Czechosłowacją. Łącznie Dmitrijew w latach 1985–1988 zagrał w 6 spotkaniach i zdobył jedną bramkę.
| Mecze i gole w reprezentacji | Mecze i gole w reprezentacji | Mecze i gole w reprezentacji | Mecze i gole w reprezentacji | Mecze i gole w reprezentacji | Mecze i gole w reprezentacji | Mecze i gole w reprezentacji |
| #                            | Data                         | Miasto                       | Przeciwnik                   | Gol                          | Wynik                        | Rozgrywki                    |
| ---------------------------- | ---------------------------- | ---------------------------- | ---------------------------- | ---------------------------- | ---------------------------- | ---------------------------- |
| 1.                           | 25.01.1985                   | Kōchi                        | Jugosławia                   |                              | 1:2                          | Nehru Cup                    |
| 2.                           | 28.01.1985                   | Kōchi                        | Iran                         |                              | 2:0                          | Nehru Cup                    |
| 3.                           | 02.02.1985                   | Kōchi                        | Maroko                       | Gol                          | 1:0                          | Nehru Cup                    |
| 4.                           | 22.01.1986                   | Las Palmas                   | Hiszpania                    |                              | 0:2                          | towarzyski                   |
| 5.                           | 19.02.1986                   | Meksyk                       | Meksyk                       |                              | 0:1                          | towarzyski                   |
| 6.                           | 27.04.1988                   | Trnawa                       | Czechosłowacja               |                              | 1:1                          | towarzyski                   |

## Kariera trenerska
Po zakończeniu kariery pracował jako asystent w klubach Swietogorec Swietogorsk, Anży Machaczkała, Spartak Niżny Nowogród i Dynamo Petersburg. W 2006 po raz pierwszy poprowadził zespół Dynamo Petersburg. W 2008 przez rok prowadził reprezentację Brunei. 
W 2009 był trenerem Saturna-2 Moskwa. W 2010 pracował jako asystent trenera w Wołga Twer. W latach 2011–2012 asystent trenera w Karielija Pietrozawodsk. Rok 2013 to praca w Petrotrest Saint Petersburg. Od 2015 pracował z drużynami U-21 w zespołach Sachalin Jużnosachalińsk i FK Tosno. Były to ostatnie kluby, w których Dmitrijew trenował zawodników.

## Sukcesy
ZSRR
- Mistrzostwa Europy (1): 1988 (2. miejsce)

Zenit Petersburg
- Mistrzostwo Wyższej ligi ZSRR (1): 1984

CSKA Moskwa
- Mistrzostwo Wyższej ligi ZSRR (1): 1991
- Puchar ZSRR (1): 1990/91

Spartak Moskwa
- Mistrzostwo Priemjer-Liga (1): 1997